# فنسنت أوكاموتو
فنسنت أوكاموتو (بالإنجليزية: Vincent Okamoto)‏ هو جندي أمريكي، ولد في 22 نوفمبر 1943 في بوستون في الولايات المتحدة.